# Ерік Рюкер Еддісон
Е(рік) Р(юкер) Еддісон (англ. Eric Rücker Eddison),  (24 листопада 1882 – 18 серпня 1945) — англійський державний службовець та письменник-фантаст, відомий романами епічної фентезі, написаними під ім'ям Е. Р. Еддісон (англ. E. R. Eddison). Серед його визначних творів називають перш за все роман «Хробак Уроборос» (1922) і Зімямвійську трилогію (1935–1958). Кавалер ордена Святого Михайла і Святого Георгія та найпочеснішого ордену Лазні.

## Біографія
Народжений у Адель, Лідс, Еддісон отримав ранню освіту від ряду приватних репетиторів, якими він ділився з молодим Артуром Ренсомом. Ренсом у своїй автобіографії згадує зухвалі та макіавеллістські методи Еддісона, як позбутися непопулярних вчителів. Згодом Еддісон здобув освіту в коледжі Ітона і Трініті в Оксфорді і приєднався до ради торгівлі в 1906 році, вийшовши на пенсію в 1938 році, щоб повний робочий день працювати над своєю художньою літературою. Він також був членом Товариства північних досліджень вікінгів та Ради торгівлі. Під час видатної кар’єри він став кавалером ордена Святого Михайла і Святого Георгія та найпочеснішого ордену Лазні. У 1929 році за державну службу в Торгівельній раді. У нього та його дружини Моллі Еддісон була одна дитина, дочка. Їхній зять, Кеннет Хескет Хігсон, пілот Королівських ВПС, загинув у повітряному бою над Італією під час Другої світової війни.

## Творчість
Еддісон найбільш відомий раннім романом «Хробак Уроборос» (англ. «The Worm Ouroboros») (1922) і трьома томами, дія яких відбувається в уявному світі Зимявія, відомому як «Зимямвійської трилогії (англ. «Zimiamvian Trilogy»»), складовими частинами якої є романи «Володарка коханок» (1935), «Рибний обід у Мемісоні» (1941) та «Мезентійська брама» (1958).
Еддісон був час від часу членом Інклінгів, неформальної літературної дискусійної групи, пов’язаної з Оксфордським університетом, і його ранні твори високої фентезі викликали високу оцінку з боку Джона Толкіна і Клайв Стейплз Льюїс, обидва вони також були членами групи. Пізніше ці ранні роботи також викликали похвалу з боку Урсули Ле Гуїн. Толкін загалом схвалював літературний стиль Еддісона, але знайшов основну філософію неприємною і непривабливою; у свою чергу Еддісон вважав погляди Толкіна «м’якими». Серед інших шанувальників творчості Еддісона були: Джеймс Стівенс, що написав вступ до видання 1922 року; Джеймс Бренч Кейбелл, який надав передмову до американського видання книги 1926 року; Роберт Сілверберг, який описав "Хробака Уробороса" як "найвизначнішу фантастику з усіх"; і Клайв Баркер.
Книги Еддісона написані в ретельно відтвореному стилі прози яковіанців, насичені фрагментами, часто визнаними, але часто прямо скопійованими з його улюблених авторів і жанрів: Гомер і Сафо, Шекспір і Вебстер, Скандинавська сага та французькі середньовічні ліричні вірші. Критик Енді Соєр зазначив, що такі фрагменти, здається, природно виникають із «варварськи витончених» світів, створених Еддісоном. Книги демонструють повністю аристократичну чутливість; і герої, і лиходії зберігають байдужість олімпійців до умовності. Один із авторів фентезі Майкл Муркок написав, що персонажі Еддісона, зокрема його лиходії, яскравіші, ніж у Толкіна. Інші помітили, що хоча з історичної точки зору правильно зображати великих світу цього, які топчуть нижчі класи, персонажі Еддісона часто ставляться до своїх підданих з зарозумілістю та зухвалістю, і це зображено як частину їхньої величі. Дійсно, наприкінці «Хробака Уробороса»», герої, знайшовши спокій, нудним, моляться – і отримують – відродження своїх ворогів, щоб вони могли піти і знову битися з ними. Історик фентезі Браян Еттебері зазначає, що «фантазії Еддісона підтримують код, який безсоромно ніцшеанський; якби він писав після Другої світової війни, його ентузіазм до суперменів і героїчний конфлікт міг би бути загартований".
Книги Зимямвійського циклу були задумані не як трилогія, а як частина більш осяжного циклу, яка залишилася незавершеною після смерті Еддісона. «Мезентійська брама» (англ. «The Mezentian Gate») сама по собі незавершені, хоча Еддісон надав стислі відомості про відсутні глави незадовго до своєї смерті. Клайв Стейплз Льюїс написав анотацію для обкладинки роману, коли вона була опублікована, назвавши роботи Еддісона «перш за все мистецтвом». Було опубліковано деякі додаткові матеріали з цієї книги вперше у томі Зімамвія: Трилогія (1992).
Еддісон написав ще три книги: «Вірші, листи та спогади Філіпа Сідні Нейрна» (1916), «Стирбіорн Сильний» (1926) і «Сага Егіла» (1930). Першою була його данина Трініті-коледж другу, поету, який, згідно з цим джерелом, помер 18 травня 1914 року у віці 30 років у Малайї, де він був колоніальним адміністратором. Згідно з іншим, можливо, менш надійним джерелом, кажуть, що він загинув у молодості під час Першої світової війни. Два інших стосуються саг ісландської літератури; перший — історичний роман * «Стирбйорн сильний», який переказує частину помітного скандинавського манускрипта Книги з Плаского острова», що відома як «Пасмо про Стюрбйорна — шведського претендента (згадується у «Сазі про людей Піщаного берега та «Коло земне»). Другий є прямим перекладом «Саги про Еґіля», доповненим розширеними примітками, деякі з яких пояснюють естетичний та філософський світогляд Еддісона.

### Зімямвія[en]
1. «Хробак Уроборос[en]» (англ. «The Worm Ouroboros») (1922). Лондон: Джонатан Кейп
2. Коханка з коханок[en] (англ. «Mistress of Mistress») (1935). Лондон: Фейбер і Фейбер.
3. Рибний обід у Мемісоні[en] (англ. «A Fish Dinner in Memison) (1941). Нью-Йорк: E. P. Dutton & Co.
4. «Мезентійська брама»' (англ. «The Mezentian Gate») (1958). Лондон: Curwen Press.

### Скандинавська мова
1. Стирбйорн сильний[en] (1926). Лондон: Джонатан Кейп.
2. Сага Еґіля (1930). Лондон: Cambridge University Press.

### Омнібус
- Зімямвійська трилогія[en]  (англ. «Zimiamvia: A Trilogy»)(1992). Нью-Йорк: Dell Publishing. ISBN 0-440-50300-0.
- "Повна Зімямвія" (1992). Нью-Йорк: Dell Publishing.

### Нехудожня література
- Вірші, листи та спогади Філіпа Сідні Нерна (1916). Лондон: надруковано для приватного тиражу.
- Шаблон:Cite EB1922 (частково)